# Piro Qirjo
Piro Qirjo (ur. 16 października 1963 w Korczy) – albański aktor filmowy i teatralny.

## Życiorys
Do lat 90. grał w licznych filmach, pracował również w Teatrze Andon Zako Çajupi w Korczy.

## Wybrana bibliografia
| Rok  | Tytuł                 | Rola          | Przypisy    |
| ---- | --------------------- | ------------- | ----------- |
| 1984 | Kush vdes në kembë    | Guri          | [ 3 ]       |
| 1985 | Të paftuarit          | Gjorg Berisha | [ 4 ] [ 5 ] |
| 1988 | Shkëlqim i përkohshëm | Nurja         | [ 6 ]       |
| 1990 | Kronikë e një nate    | Max           | [ 7 ] [ 8 ] |